# Barbara Chachlewska
Barbara Chachlewska (ur. w 1899 w Warszawie) – polska łyżwiarka figurowa.

## Życiorys
Była mistrzynią Warszawy solistek (1926, 1928, 1930) i w parach sportowych (1931). W 1930 zdobyła złoty medal mistrzostw Polski jako solistka. Potem startowała w parze z Alfredem Theuerem: uczestniczyli w zawodach Mistrzostw Polski 1934, zajmowali drugie miejsce we Wszechsłowiańskich Mistrzostwach Łyżwiarskich w Warszawie w dniach 2–4 lutego 1934 oraz w międzynarodowych zawodach w Zakopanem 6 stycznia 1935, zajęli ostatnie ósme miejsce w mistrzostwach świata edycji 1935 w Budapeszcie, w 1936 zdobyli złoty medal mistrzostw Polski, a następnie ponownie wicemistrzostwo Polski 21 lutego 1937 w Katowicach, 23 stycznia 1938 w Zakopanem. Oboje startowali w barwach Warszawskiego Towarzystwa Łyżwiarskiego.